# 利伯蒂 (得克萨斯州)
利伯蒂（英語：Liberty，意为“自由”）是一個位於美國德克薩斯州利伯蒂縣的城市。根據2010年美國人口普查，該地共人口8397人，而該地的面積約為91.70平方千米。同時該地也是利伯蒂縣的縣治。

## 地理
利伯蒂的座標為30°03′27″N 94°47′48″W / 30.05750°N 94.79667°W，而該地的平均海拔高度為9米（即30英尺）。